# 9132 Волтерандерсон
9132 Волтерандерсон (9132 Walteranderson) — астероїд головного поясу, відкритий 24 вересня 1960 року.
Тіссеранів параметр щодо Юпітера — 3,197.